# Неддеруд (стадион)
«Неддеруд» (норв. Nadderud stadion) — многофункциональный стадион в Беруме, Норвегия. Вместительность стадиона составляет 7 000 человек. Домашняя арена футбольного клуба «Стабек». Рекорд посещаемости, около 10 000 зрителей, был зафиксирован в 1970 году, в матче кубка Норвегии против «Стрёмсгодсета».